# PGC 38356
LEDA/PGC 38356 ist eine Spiralgalaxie vom Hubble-Typ Sdm im Sternbild Großer Bär am Nordsternhimmel, die schätzungsweise 36 Millionen Lichtjahre von der Milchstraße entfernt ist. Sie ist Teil des Ursa-Major-Galaxienhaufens und Mitglied der NGC 4051-Gruppe (LGG 269).
Im selben Himmelsareal befinden sich u. a. die Galaxien NGC 4111, NGC 4117, NGC 4118, NGC 4138.